# Арсе (Шер)
Арсе́ (фр. Arçay) — коммуна во Франции, находится в регионе Центр. Департамент — Шер. Входит в состав кантона Леве. Округ коммуны — Бурж.
Код INSEE коммуны — 18008.
Коммуна расположена приблизительно в 220 км к югу от Парижа, в 115 км южнее Орлеана, в 16 км к югу от Буржа.

## Население
Население коммуны на 2008 год составляло 495 человек.
| 1962 | 1968 | 1975 | 1982 | 1990 | 1999 | 2008 |
| ---- | ---- | ---- | ---- | ---- | ---- | ---- |
| 249  | 258  | 222  | 337  | 378  | 377  | 495  |

## Экономика

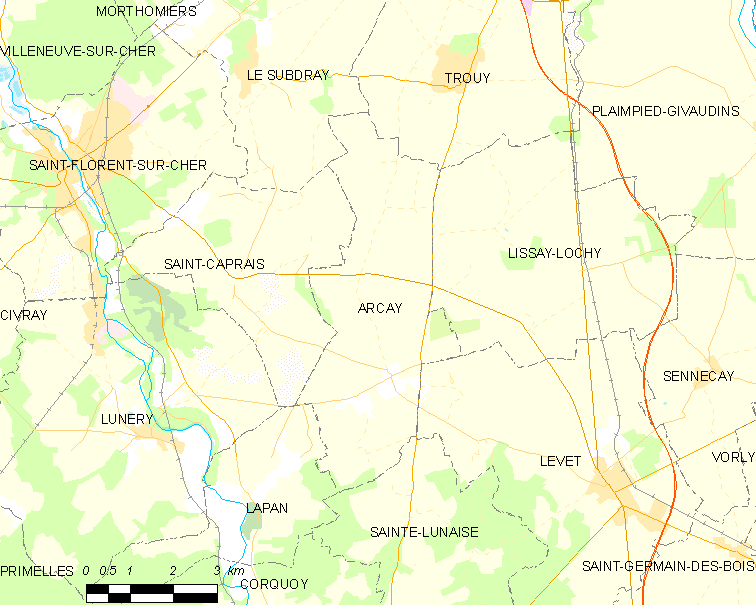
Карта коммуны

В 2007 году среди 311 человек в трудоспособном возрасте (15-64 лет) 252 были экономически активными, 59 — неактивными (показатель активности — 81,0 %, в 1999 году было 79,5 %). Из 252 активных работали 243 человека (129 мужчин и 114 женщин), безработных было 9 (4 мужчины и 5 женщин). Среди 59 неактивных 20 человек были учениками или студентами, 22 — пенсионерами, 17 были неактивными по другим причинам.

## Достопримечательности
- Замок Белер (XIX век)
- Приходская церковь Сен-Сюльпис (XIX век)
  - Процессионный крест (XVI век). Высота — 59,5 см, ширина — 40 см, изготовлен из посеребренной меди на деревянном сердечнике. Исторический памятник с 2003 года[3]